# William Power
Pour les articles homonymes, voir Power.
William Power (21 février 1849-11 décembre 1920) est un marchand et homme politique fédéral du Québec.

## Biographie
Né à Sillery dans le Canada-Est, il étudie à l'Académie commerciale de Québec.
Élu député du Parti libéral du Canada dans la circonscription fédérale de Québec-Ouest lors de l'élection partielle survenue après le décès du député Richard Reid Dobell en 1902, il fut réélu en 1904. Défait par le conservateur William Price en 1908, il reprit son siège en 1911. Il ne se représenta pas en 1917.
Son fils, Charles Gavan Power, est député de Québec-Sud et sénateur de la division de Golfe tous deux au niveau fédéral, son petit-fils, Francis Gavan Power, est député fédéral de Québec-Sud et son arrière-petit-fils, Lawrence Cannon, est député de Pontiac et ministre fédéral. Deux autres de ses fils, William Gerard Power et James Rocket Power, sont respectivement membre du Conseil législatif du Québec et joueur de hockey professionnel.